# Aldo C. Schellenberg

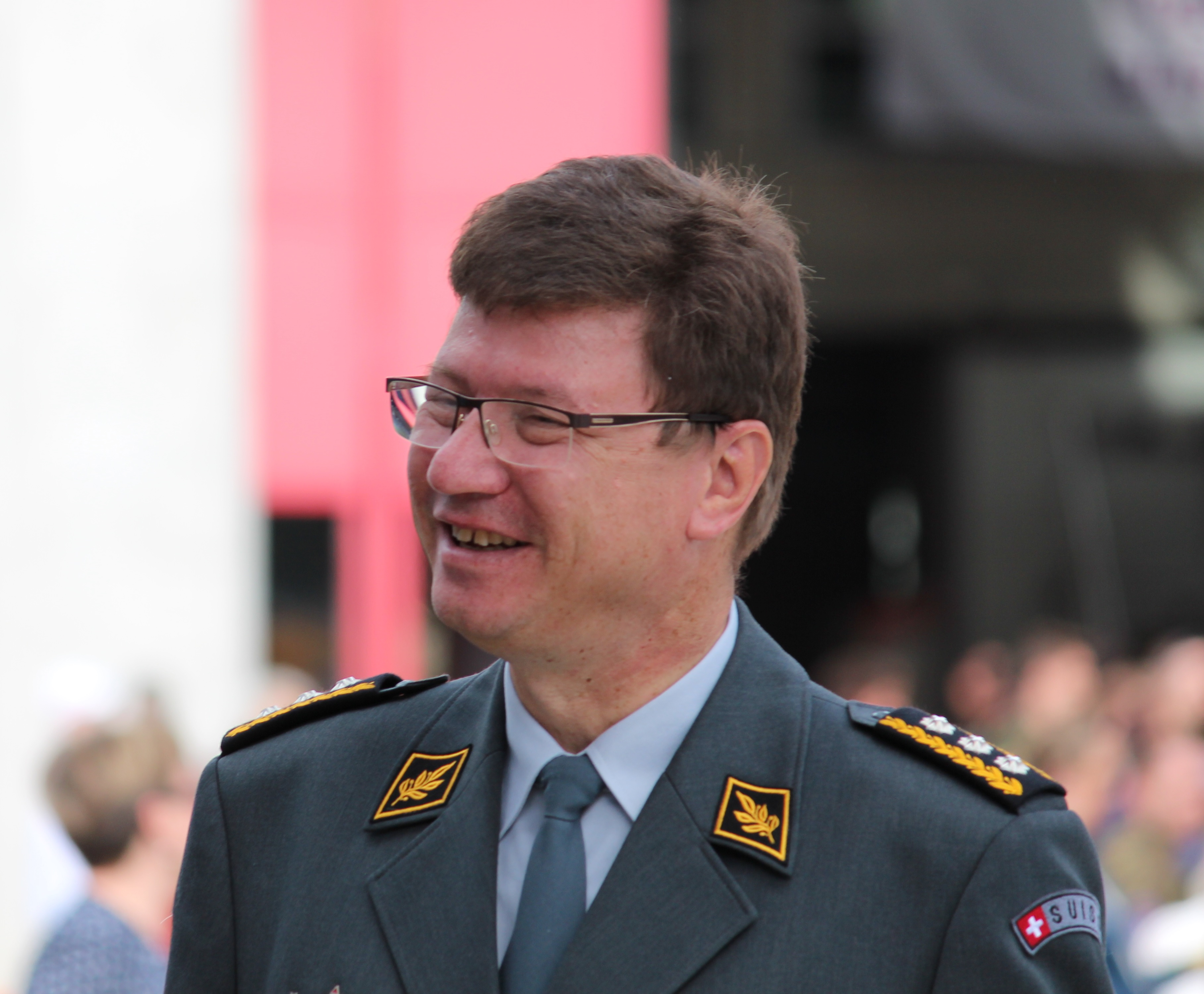
Aldo C. Schellenberg (2017)

Aldo Carlo Schellenberg (* 9. September 1958 in Bülach; heimatberechtigt in Höri) ist ein ehemaliger Schweizer Berufsoffizier (Korpskommandant), Berater und Manager. Er war von Januar 2018 bis Dezember 2020 Chef Operationen der Schweizer Armee und Stellvertreter des Chefs der Armee.

## Leben
Schellenberg besuchte die Schulen in Bülach, absolvierte 1977 die Rekrutenschule als Übermittlungssoldat und schloss 1979 mit der Matura Typus C an der Kantonsschule Zürcher Unterland ab. Er studierte ab 1979 Wirtschaftswissenschaften an der Universität Zürich und schloss 1986 mit dem Lizenziat ab. Von 1986 bis 1991 war er Assistent am Institut für betriebswirtschaftliche Forschung an der Universität Zürich. 1991 promovierte er bei Edwin Rühli zum Dr. oec. publ. Von 1992 bis 2011 war er Inhaber einer Unternehmensberatungsfirma, welche nun seine Frau führt. Sein Gutachten für die Staatsanwaltschaft im Swissair-Prozess enthielt Rechenfehler und wurde vom Gericht als unverwertbar bezeichnet. Ausserdem war er von 2003 bis 2011 Lehrbeauftragter am Institut für Unternehmensrechnung und Controlling der Universität Bern. Von 2006 bis 2009 absolvierte er an der Universität Bern ein Nachdiplomstudium in Wirtschaftsrecht, das er 2009 mit einem LL.M. abschloss.
Ab dem 1. Juli 2010 war Schellenberg mit einem 60-Prozent-Pensum als Kommandant der Gebirgsinfanteriebrigade 12 der Schweizer Armee tätig. Am 1. Januar 2012 wurde er mit einem Vollpensum Chef des Armeestabs unter Beförderung zum Divisionär. Vom 1. Januar 2013 bis zum 31. Dezember 2017 war er Kommandant der Schweizer Luftwaffe.
Im Frühjahr 2016 stoppte der neue Bundesrat Guy Parmelin die Beschaffung eines neuen Fliegerabwehrsystems. Die von Korpskommandant Schellenberg geleitete Projektgruppe habe ein System vorgeschlagen, das das Pflichtenheft nicht erfüllt.
An seiner Sitzung vom 22. März 2017 beschloss der Bundesrat, Schellenberg per 1. Januar 2018 zum Chef Operationen der Schweizer Armee zu befördern. Sein Nachfolger als Kommandant der Schweizer Luftwaffe wurde auf dieses Datum Bernhard Müller. Ende 2020 ging Schellenberg in die Pension, als Kommandant des Kommando Operationen löste ihn Laurent Michaud ab.
Im Mai 2021 wurde Schellenberg in den Verwaltungsrat der schweizerischen Flugsicherung Skyguide gewählt, wo er seinen ehemaligen Nachfolger als Kommandant der Luftwaffe, Bernhard Müller ablöste.
Aldo Schellenberg ist verheiratet und hat vier Kinder.

## Militärische Funktionen
Als Miliz-Offizier hatte Aldo Schellenberg folgende Funktionen:
- 1990: Hauptmann: Kommandant einer Festungsfliegerabwehr Stabsbatterie
- 1994: Hauptmann im Generalstab: Generalstabsoffizier im Stab der Gebirgsdivision 12
- 1997: Major im Generalstab: Kommandant der Leichten Fliegerabwehr Lenkwaffenabteilung 12
- 2000: Oberstleutnant im Generalstab: Stellvertretender Stabschef der Gebirgsdivision 12
- 2001: Oberst im Generalstab: Stabschef der Gebirgsdivision 12
- 2004: Oberst im Generalstab: Stabschef der Gebirgsinfanteriebrigade 12
- 2008: Oberst im Generalstab: Zugeteilter Stabsoffizier im Stab der Gebirgsinfanteriebrigade 12
- 2010: Brigadier: Kommandant der Gebirgsinfanteriebrigade 12
- 2012: Divisionär: Chef des Armeestabs
- 2013: Korpskommandant: Kommandant der Luftwaffe
- 2018: Korpskommandant: Chef Operationen der Schweizer Armee